# Hyperolius nimbae
Hyperolius nimbae é uma espécie de rã da família Hyperoliidae. A espécie é endémica da Costa do Marfim, sendo a sua presença incerta na Guiné e na Libéria. Após a sua descrição em 1958 foi vista apenas durante alguns anos, até 1967, não sendo mais avistada até 2010, por uma equipa de cientistas financiados pela Conservação Internacional.